# Amallothrix mollis
Amallothrix mollis är en kräftdjursart som först beskrevs av Esterly 1913.  Amallothrix mollis ingår i släktet Amallothrix och familjen Scolecitrichidae. Inga underarter finns listade i Catalogue of Life.